# 斯維恰河
斯維恰河（烏克蘭語：Свіча），是烏克蘭的河流，位於該國西部，屬於德涅斯特河的右支流，流經伊萬諾-弗蘭科夫斯克州和利沃夫州，河道全長107公里，流域面積1,493平方公里。